# 阿尔托涅
阿尔托涅（義大利語：Artogne），是意大利布雷西亚省的一个市镇。总面积21平方公里，人口3519人，人口密度167.6人/平方公里（2009年）。国家统计（ISTAT）代码为017007。

## 友好城市
- 比利时库尔塞勒 1999年